# Europs indica
Europs indica is een keversoort uit de familie kerkhofkevers (Monotomidae). De wetenschappelijke naam van de soort werd in 1903 gepubliceerd door Antoine Henri Grouvelle.